# Monkey Prince
Monkey Prince — ограниченная серия комиксов, которую с 2021 года издаёт компания DC Comics.

## Синопсис
Серия повествует о новом персонаже — Принце обезьян. Запланировано 12 выпусков.

## Выпуски
| № | Дата выхода     | Оценка на Comic Book Roundup    |
| - | --------------- | ------------------------------- |
| 0 | 16 октября 2021 | н/д                             |
| 1 | 1 февраля 2022  | 8,1 из 10 на основе 12 рецензий |
| 2 | 1 марта 2022    | 7,9 из 10 на основе 6 рецензий  |
| 3 | 5 апреля 2022   | 6,8 из 10 на основе 3 рецензий  |
| 4 | 3 мая 2022      | 7,7 из 10 на основе 3 рецензий  |

## Отзывы
На сайте Comic Book Roundup по состоянию на 5 марта 2022 года серия имеет оценку 7,8 из 10 на основе 16 рецензий. Саянтан Гайен из Comic Book Resources, обозревая первый выпуск, похвалил художников. Ритеш Бабу из Polygon также был доволен их работой. Николь Драм из ComicBook.com, рассматривая дебют, написала, что «в целом, Monkey Prince #1 — очень хороший комикс». Грегори Эллнер из Multiversity Comics дал первому выпуску оценку 6,5 из 10 и отмечал проблемы со сценарием, но похвалил работу художников.